# Лескошек, Франц
Франц Лескошек (словен. Franc Leskošek, 9 августа 1897, Целе, Австро-Венгрия — 5 июля 1983, Любляна, Югославия) — югославский словенский политик и партизанский командир.

## Биография
Франц Лескошек родился в словенском городе Целе. С юных лет он работал слесарем. Во время Первой мировой войны Лескошек был призван в Австро-венгерскую армию и воевал преимущественно с итальянцами на фронте на реке Изонцо. После войны он вернулся в родной город, где стал активным участником профсоюзного движения и участвовал во множестве забастовок.
В 1926 году Лескошек вступил в Коммунистическую партию Югославии (КПЮ), а в 1934 году стал членом её Центрального комитета. Он также занимал должности секретаря Ассоциации металлургов Словении и председателя экспертной комиссии Объединения профсоюзов рабочих Словении. В этот период Лескошек успешно скрывал свое членство в Коммунистической партии от югославских властей.
В 1935 году он отправился в Советский Союз вместе с Эдвардом Карделем, где стал функционером Коммунистического Интернационала, а в 1936 году на конференции КПЮ, состоявшейся в Москве, был избран членом его Политбюро. После назначения Иосипа Тито генеральным секретарем КПЮ Лескошек стал одним из ведущих членов партии. На четвёртом съезде Коммунистической партии Словении он был избран первым секретарём партии.
На последних предвоенных парламентских выборах в Югославии, состоявшихся в декабре 1938 года, он участвовал в составе блока Объединённой оппозиции. В 1940 году Лескошек сумел избежать ареста, вовремя успев покинуть ряды КПЮ. Однако, он возобновил подпольную политическую деятельность и вновь был избран в руководство КПЮ.

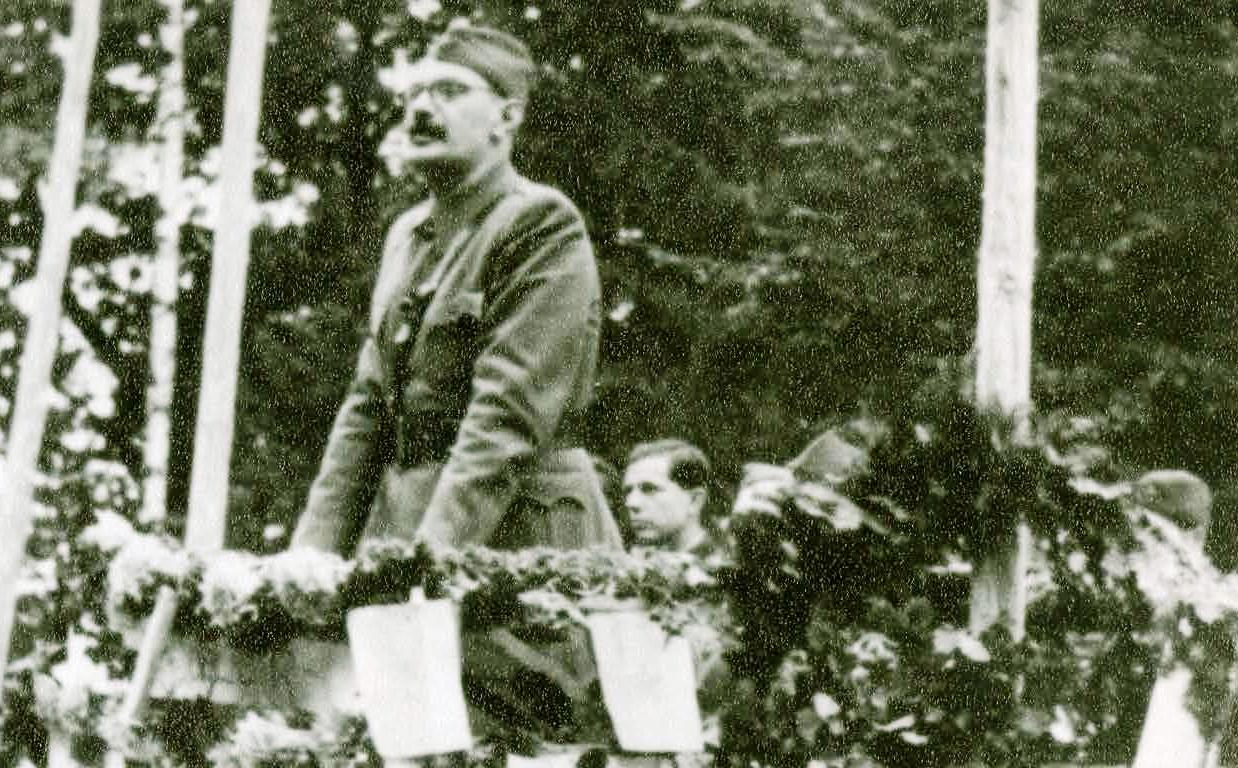
Лескошек выступает с речью на митинге в Бочне, октябрь 1944 года

После создания словенских партизанских отрядов Лескошек был назначен командиром их главного штаба. После окончания войны и установления коммунистического режима в Югославии он занимал должность первого секретаря КПС до конца лета 1945 года, а также был президентом Ассамблеи делегатов словенского народа.
В первом словенском правительстве Лескошек занимал пост министра промышленности и горной промышленности, а с 1948 по 1951 год — министра тяжёлой промышленности Югославии. С 1951 по 1953 год он был председателем Совета по индустриализации Словении, а затем до 1958 года — членом исполнительного комитета Национальной группы СФРЮ. С 1958 по 1963 год Лескошек занимал пост заместителем председателя Народной группы СФРЮ, а с 1963 года являлся членом Совета Федерации. С 1945 по 1963 год он был членом Словенской группы, а с 1946 по 1953 и с 1958 по 1963 год — Федеральной группы .
Лескошек был членом исполнительного комитета Центрального комитета Союза коммунистов Словении (ÚV SKS) с 1956 по 1966 год, а затем (с 1966 по 1968 год) — членом президентского комитета Союза коммунистов Словении. До 1964 года Лескошек являлся членом Политбюро ЦК Союза коммунистов Югославии (ÚV SKJ) и до 1969 года членом Союза коммунистов Югославии. С 1953 года он был членом Главного управления Социалистического союза трудящихся (ССРН) Югославии, а с 1967 года — председателем Словенской республиканской конференции ССРН.
Лескошек умер 5 июля 1983 года в Любляне в возрасте 85 лет.